# Melige koolluis
De melige koolluis (Brevicoryne brassicae) is een bladluis, die voorkomt op kruisbloemigen, zoals herderstasje en diverse koolsoorten. In deze planten zit de mosterdolie sinigrine, die ervoor zorgt dat de luizen gaan zuigen. Door afscheiding van honingdauw wordt de plant kleverig.

## Levenscyclus
De luis overwintert als eitje op blad of stengel. In het voorjaar komt hier een luis zonder vleugels uit, de zogenaamde stammoeder. Hieruit ontwikkelt zich een kolonie, waarin ten slotte gevleugelde luizen gevormd worden, die zich vervolgens verspreiden naar andere planten. In de herfst ontstaan er gevleugelde mannetjes en geslachtelijk voortplantende ovipare vrouwtjes. Bij een zachte winter kunnen deze vrouwtjes ook overwinteren en de hieruit komende gevleugelde vrouwtjes kunnen dan al vroeg een aantasting geven.

## Beschrijving
Ongevleugelde levendbarende vrouwtjes hebben antennen die uit zes leden bestaan en iets langer zijn dan de helft van de lichaamslengte. De sifonen zijn zeer kort, dik en iets gezwollen. De kleur van de melige koolluis is grijsachtig groen of dofgroen, maar lijkt grijs door het wasachtige poeder op het lichaam. Op de rug van het achterlijf van ongevleugelde vrouwtjes zitten meestal donkere vlekken en twee dwarsbalken achter de sifonen. De gevleugelde vrouwtjes hebben de dwarsbalken en vlekken aan de zijkant.

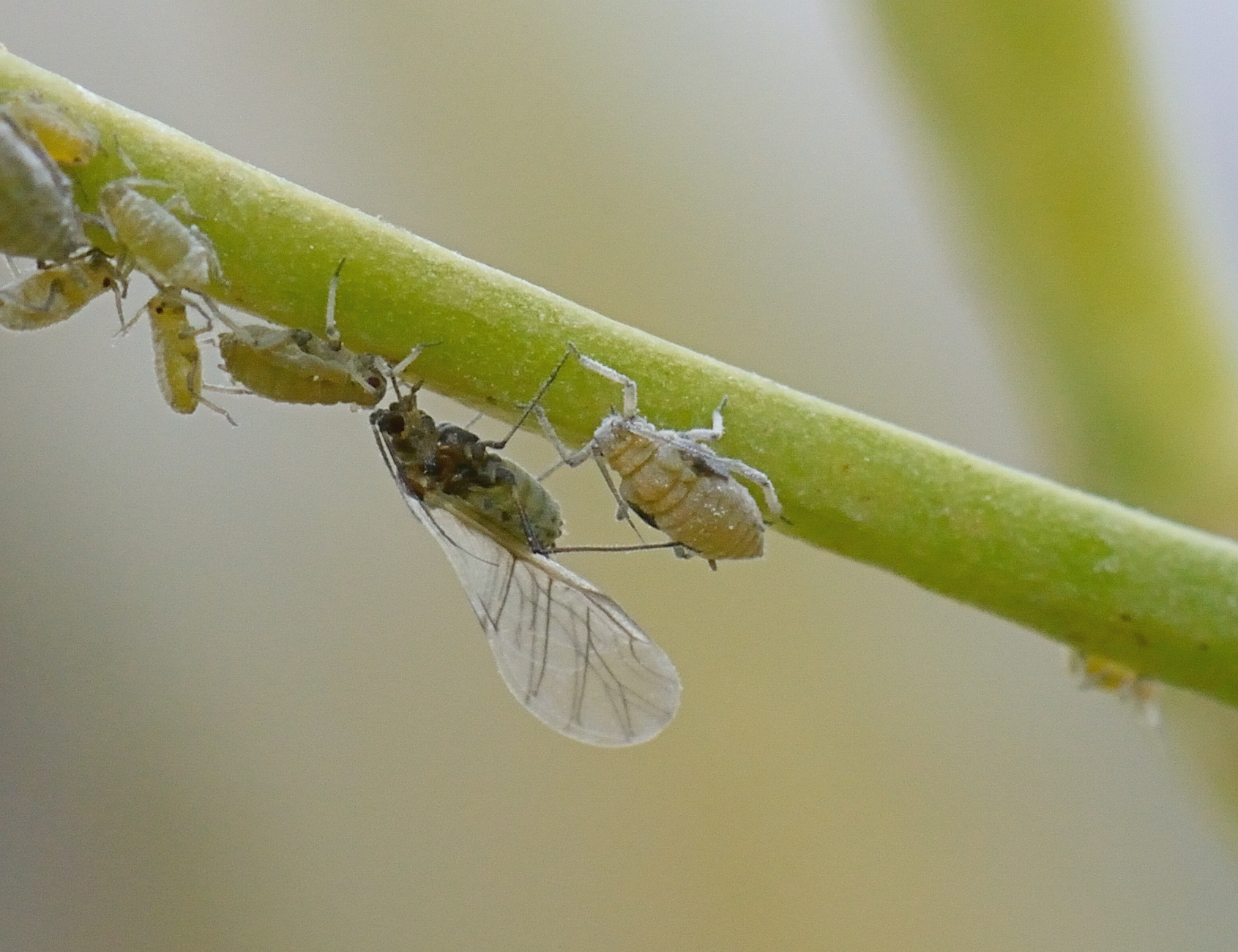
Een gevleugelde en een ongevleugelde melige koolluis

## Virusoverbrenging
De melige koolluis kan als vector ongeveer 20 verschillende virussen overbrengen, zowel persistente als non-persistente, zoals knollenmozaïekvirus, bloemkoolmozaïekvirus en slavergelingsvirus.

## Vijanden
Diaeretiella rapae parasiteert op koolluizen. Verdere vijanden van de melige koolluis zijn lieveheersbeestjes en hun larven, zweefvlieglarven en larven van netvleugeligen.